# Attu
Attu ist eine Insel der Aleuten und dort Teil der Inselgruppe Near Islands. Die Insel gehört politisch zum US-Bundesstaat Alaska und hat eine Fläche von rund 896 km².
Die Richtung Westen nächsten Inseln der Aleuten sind die 335 km entfernten Kommandeurinseln, welche bereits zu Russland gehören. Somit kann Attu als der westlichste Teil der USA angesehen werden – nach seiner kleinen westlich vorgelagerten Nebeninsel Peaked Island. Da Attu nach Längengraden (173° Ost) auf der östlichen Hemisphäre liegt, kann sie auch als einer der östlichsten Punkte der USA angesehen werden. Mit 179° 36′ Ost hält diesen Titel jedoch die Aleuten-Insel Semisopochnoi.
Auf der Insel besteht eine Station der United States Coast Guard. Diese war bis 2010 ständig mit rund 20 Personen besetzt, seit dem Abzug der Besatzung ist die Insel das erste Mal seit modernen Aufzeichnungen unbewohnt. Das Klima ist typisch für die Aleuten: Es herrschen dichte Bewölkung, Regen, Nebel und starke Winde vor. Pro Jahr gibt es auf Attu nur etwa acht bis zehn Sonnentage.

## Geschichte
1942 wurde Attu von japanischen Truppen im Zuge der Midway-Operation besetzt.
Am 11. Mai 1943 griffen Truppen der USA bei einem Versuch, japanische Soldaten von der Insel zu vertreiben, Attu an. Die Kämpfe dauerten etwa einen halben Monat an, wobei die Japaner schließlich an eklatantem Materialmangel litten. Der japanische Befehlshaber der Insel, Oberst Yasuyo Yamasaki, und 2638 Soldaten wurden getötet, nur 27 Soldaten kamen in Kriegsgefangenschaft. Die Verluste bei den US-amerikanischen Truppen waren etwa 600 Tote und 1200 Verletzte.
John L. DeWitt, Thomas C. Kinkaid, Albert E. Brown, Eugene M. Landrum und Archibald V. Arnold kommandierten die US-Truppen.
Es gibt eine Anekdote über die Meldung der Niederlage an den japanischen Tenno. Nach der Berichterstattung soll der Tenno den Befehl erlassen haben, den tapfer kämpfenden Soldaten ein Telegramm mit seinem Dank für ihren Mut beim Kampf zu senden. Als ihm gesagt wurde, dass niemand mehr das Telegramm in Empfang nehmen könne, soll er dennoch darauf bestanden haben, dass es geschickt werde.
Diese Schlacht war die erste, bei der Japaner „Gyokusai“ (zerschlagenes Juwel, Massenselbstmord) ausübten. Ihre letzte Handgranate benutzten sie dabei gegen sich selbst anstatt gegen den Feind, um diesem nicht den Triumph zu geben, sie zu Kriegsgefangenen gemacht zu haben.
Das Kampfgebiet wurde 2008 als Aleutian Islands World War II National Monument als Gedenkstätte ausgewiesen.

## Vogelbeobachtung
Bis zur Einstellung der ständigen Besatzung sowie der Aufgabe der Instandhaltung der Flugplatzlandebahn 2010 war Attu insbesondere bei nordamerikanischen Vogelbeobachtern sehr bekannt. Denn durch die abgelegene Lage der Insel können hier Vögel beobachtet werden, die sonst nie auf dem amerikanischen Kontinent zu sehen sind. Dies führte dazu, dass sich in der saisonalen Hochzeit weit über hundert Vogelbeobachter meist mehrere Wochen in spartanischen Unterkünften auf der Insel aufhielten. 
Diese Begebenheiten wurden in der US-Komödie Ein Jahr vogelfrei! karikiert. Die betreffenden Passagen des Films aus dem Jahre 2011 wurden an Originalschauplätzen auf Attu gedreht.

## Fotogalerie

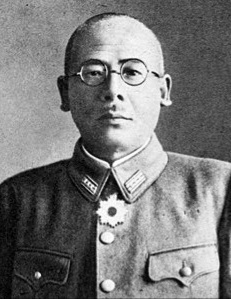
Yasuyo Yamasaki (山崎保代), Kommandant der japanischen Truppen auf Attu
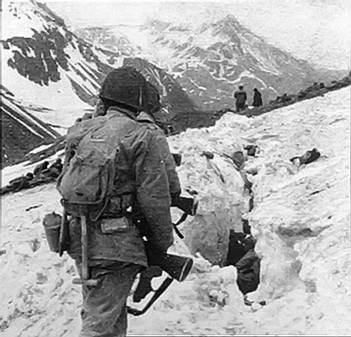
US-Truppen in Schnee und Eis (Schlacht von Attu, Mai 1943)
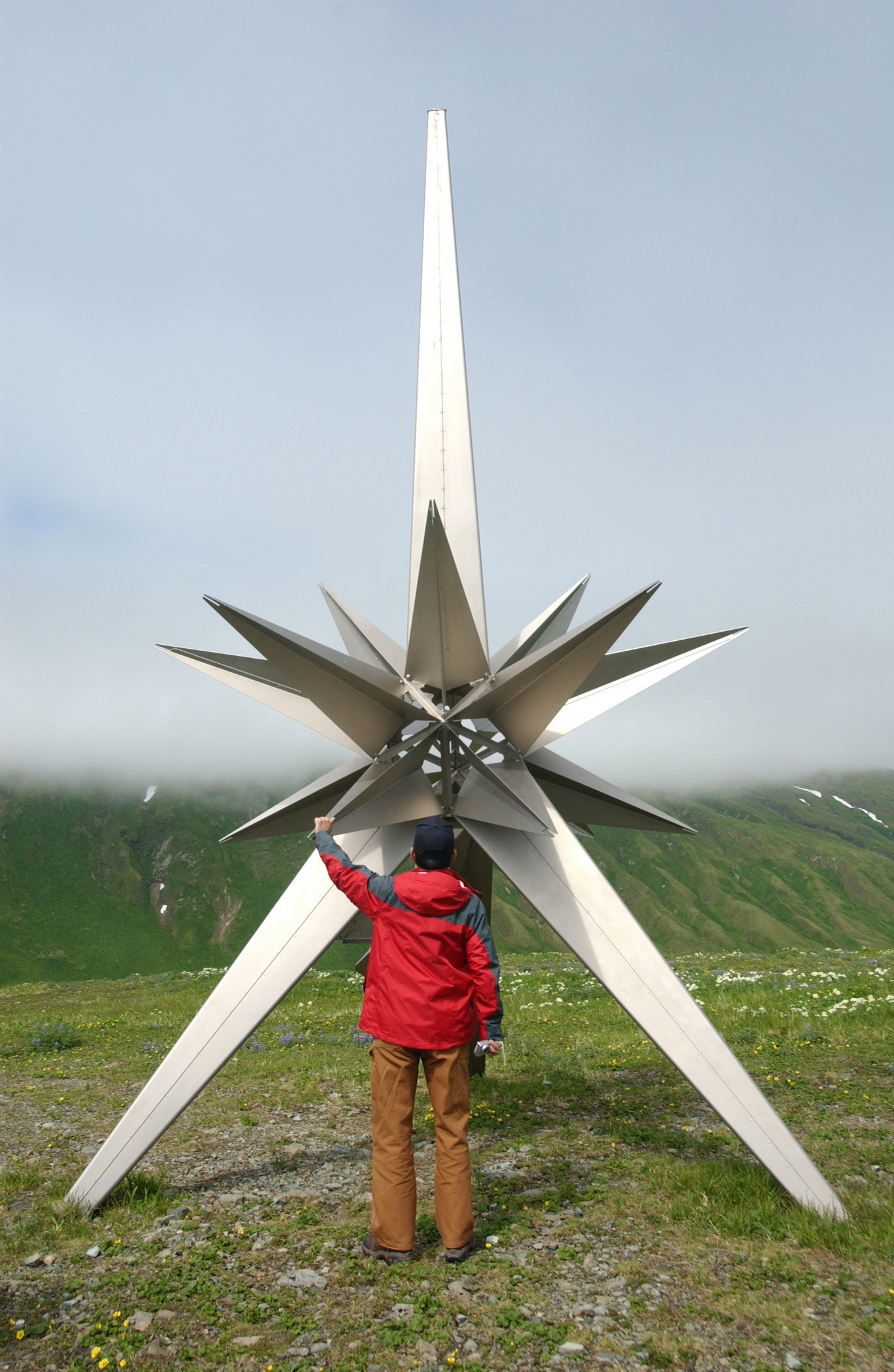
Das Friedensdenkmal auf Attu Island
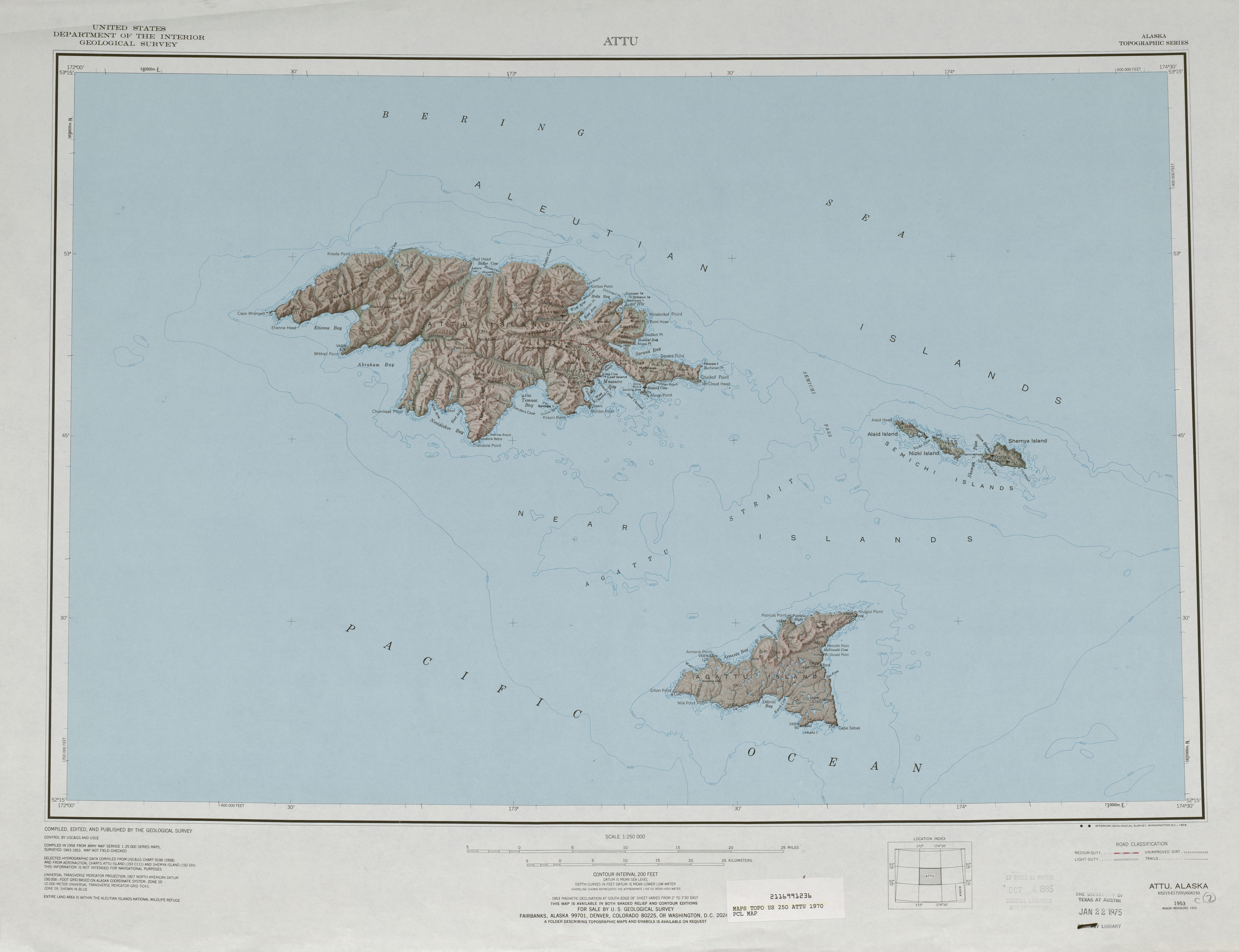
Topographisches Kartenblatt
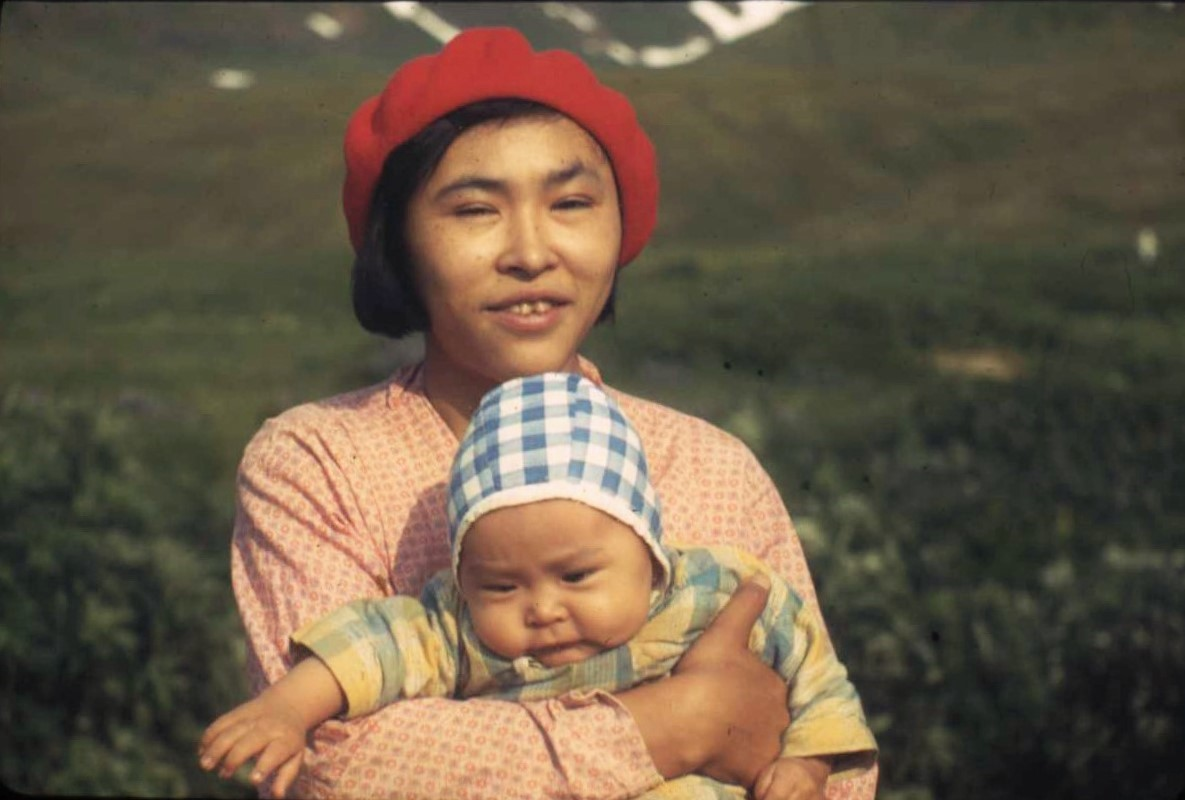
Indigene Frau mit Kind auf Attu, Aufnahme von Malcolm Greany, 1941